# 下鴨
下鴨（しもがも）は、京都盆地北東部の賀茂川（鴨川）と高野川が合流する地点の北側に広がる地域である。京都市左京区に属する。

## 歴史
日本の首都が平安京に移る前から賀茂県主氏一族が住んでいた地域であり、賀茂氏の氏神であった賀茂別雷神社（上賀茂神社）と賀茂御祖神社（下鴨神社）のうち、下鴨神社の周辺を指して下鴨と呼ばれるようになった。中世には下賀茂とも呼ばれていた。上賀茂・下鴨神社の社領であったため近代に入るまで仏教寺院が建てられたことはなく、のどかな農村地帯であった。
江戸時代以降は愛宕郡蓼倉郷下鴨村に属していたが、1918年（大正7年）に京都市上京区に編入された。後に上京区が分割されたため左京区に属することになった。1934年（昭和9年）には北大路通が整備されるとともに京都市電北大路線が高野まで開通して交通の便が良くなり、これを契機として住宅地の開発が進んだ。また、大正から昭和初期にかけて京都府立植物園、京都府立大学、洛北高校、京都府立総合資料館、松竹京都撮影所（後に太秦へ移転）などが建てられ文教地区ともなっている。

## 街並み
西端の賀茂川沿いに下鴨西通、東端の高野川沿いに下鴨東通が延び、北端部付近を北山通が横断する。下鴨神社の西側を下鴨本通および下鴨中通が南北に走っている。

### 町名
- 下鴨泉川町（-いずみがわちょう）
- 下鴨狗子田町（-いのこだちょう）
- 下鴨梅ノ木町（-うめのきちょう）
- 下鴨西梅ノ木町（-にしうめのきちょう）
- 下鴨東梅ノ木町（-ひがしうめのきちょう）
- 下鴨上川原町（-かみがわらちょう）
- 下鴨中川原町（-なかがわらちょう）
- 下鴨下川原町（-しもがわらちょう）
- 下鴨岸本町（-きしもとちょう）
- 下鴨東岸本町（-ひがしきしもとちょう）
- 下鴨北園町（-きたぞのちょう）
- 下鴨貴船町（-きぶねちょう）
- 下鴨神殿町（-こうどのちょう）
- 下鴨芝本町（-しばもとちょう）
- 下鴨北芝町（-きたしばちょう）
- 下鴨南芝町（-みなみしばちょう）
- 下鴨膳部町（-かしわべちょう）
- 下鴨高木町（-たかぎちょう）
- 下鴨西高木町（-にしたかぎちょう）
- 下鴨東高木町（-ひがしたかぎちょう）
- 下鴨蓼倉町（-たでくらちょう）
- 下鴨北茶ノ木町（-きたちゃのきちょう）
- 下鴨南茶ノ木町（-みなみちゃのきちょう）
- 下鴨塚本町（-つかもとちょう）
- 下鴨東塚本町（-ひがしつかもとちょう）
- 下鴨西林町（-にしばやしちょう）
- 下鴨北野々神町（-きたののがみちょう）
- 下鴨南野々神町（-みなみののがみちょう）
- 下鴨萩ヶ垣内町（-はぎがかきうちちょう）
- 下鴨半木町（-はんぎちょう）
- 下鴨西半木町（-にしはんぎちょう）
- 下鴨東半木町（-ひがしはんぎちょう）
- 下鴨本町（-ほんまち）
- 下鴨西本町（-にしほんまち）
- 下鴨東本町（-ひがしほんまち）
- 下鴨前萩町（-まえはぎちょう）
- 下鴨松ノ木町（-まつのきちょう）
- 下鴨松原町（-まつばらちょう）
- 下鴨水口町（-みなくちちょう）
- 下鴨宮河町（-みやかわちょう）
- 下鴨宮崎町（-みやざきちょう）
- 下鴨森ヶ前町（-もりがまえちょう）
- 下鴨東森ヶ前町（-ひがしもりがまえちょう）
- 下鴨森本町（-もりもとちょう）
- 下鴨夜光町（-やこうちょう）
- 下鴨梁田町（-やなだちょう）

## 諸施設・機関等
- 京都家庭裁判所
- 京都府立総合資料館
- 京都府立植物園
- 京都府立陶板名画の庭
- 京都コンサートホール
- 京都府立大学
- 京都ノートルダム女子大学
- 京都府立洛北高等学校・附属中学校
- 賀茂御祖神社（下鴨神社）
  - 糺の森
- 在日本大韓民国民団京都府地方本部[1]